# Confirmatio Ludovici Pii (823)
Die Confirmatio Ludovici Pii („Bestätigung Ludwigs des Frommen“) ist eine frühmittelalterliche Urkunde, die dem Bistum Passau nach dem Abzug der Awaren bestimmte Besitzungen im heutigen Niederösterreich und Oberösterreich bestätigte. Das älteste erhaltene Exemplar der Urkunde wird im Bayerischen Hauptstaatsarchiv in München aufbewahrt. Die ins Jahr 823 datierte Urkunde wurde während der Amtszeit von Bischof Pilgrim von Passau (971–991) überarbeitet.

## Dokument

### Fassungen
Die auf den 28. Juni 823 datierte Urkunde ist in zwei Fassungen vorhanden:
- Das echte, kürzere Dokument[2] ist als Abschrift im Codex Lonsdorfianus aus dem 13. Jahrhundert erhalten und befindet sich im Bayerischen Hauptstaatsarchiv (HL Passau 3, fol. 65).[3] Diese Urkunde wurde teils als Fälschung aus der Zeit Bischof Pilgrims betrachtet, sie hat sich aber sowohl der Form als auch dem Inhalt nach – mit Ausnahme der im 13. Jahrhundert eingefügten Erwähnung von St. Florian und Linz – als echt erwiesen. Der angeführte Besitz wird daher unter Karl dem Großen an das Bistum Passau gekommen sein.[4]
- Das rückdatierte, längere Dokument[5] liegt in einem besiegelten und einem unbesiegelten Original ebenfalls im Bayerischen Hauptstaatsarchiv vor (Kaiserselekt 830/I und 830/II).[3] Die um den Ort Zeizzinmurum erweiterte Urkunde dürfte anlässlich eines nach 984 von Herzog Heinrich dem Zänker in der bayrischen Ostmark abgehaltenen Gerichtstags entstanden sein, um auch die Besitzverhältnisse von Zeiselmauer zu fixieren. Die Urkunde könnte Heinrich nach dessen Wiedereinsetzung als Herzog von Bayern vorgelegt worden sein.[6] Diese lange Fassung wurde bis zum 14. Jahrhundert in alle passauischen Kopialbücher übernommen.

### Inhalt
Während der Reichsversammlung in Frankfurt im Frühling 823 restituiert Kaiser Ludwig der Fromme dem Hochstift Passau gewisse Schenkungen seines Vaters, welche dem Stift mittlerweile durch verschiedene Markgrafen entzogen worden waren. Der Urkundentext bestätigt dem Bischof von Passau dabei die Besitzungen von

„Treismam, Wachowam, Pelagum, Nardinum, Reoda, Aspach, Wolffeswanch, Erlawam et in Artagrum Basilicas duas et in Saxinum Basilicas duas.“

Die Schreibweise im längeren Dokument lautet:

„litaha, et in terra hunorum Zeizzinmurum, Treismam, Vuachouuam, Pelagum, Nardinum, Reode, Asbac, Vuoluesvuanc, Erlafam et in artagrum basilicas duas et in saxina basilicas duas.“

Bei den genannten Orten bzw. Gebieten handelt es sich um die Leitha-Region, Zeiselmauer, Traismauer, Wachau, Pielach, Naarn im Machlande, Ried in der Riedmark, Aschbach, Wolfsbach, Erlauf/Pöchlarn, Ardagger und Saxen, letztere mit jeweils zwei Kirchen im Siedlungsgebiet. Die meisten dieser Orte werden in dieser Urkunde erstmals geschichtlich erwähnt.
Bei der zweiten Kirche in Saxen könnte es sich um die ehemalige Nikolauskirche der Schiffsanlegestelle Hofkirchen handeln, angesichts das damals riesigen Gebietes der Mutterpfarre Saxen kommen aber ebenso die Andreaskirche in Mitterkirchen oder die Taufkirche in der Burg von Arbing in Frage.

### Geschichtliches Umfeld zur Kurzfassung
Besonderes Augenmerk verdient der Satz, den Otto von Lonsdorf im 13. Jahrhundert in den Originaltext der Urfassung einfügte:

„insuper et Domnus et genitor noster eidem contulerat sedi cellulam S. Floriani cum Linzea.“

Das Stift St. Florian unterstand bereits im 9. Jahrhundert dem Passauer Bistum und bot daher kaum Anlass für eine Fälschung. Anders ist dies im Fall der Stadt Linz. Hier besaß das Bistum zwar die von Karl dem Großen geschenkte Martinskirche, jedoch nicht die Burg, die zum Königsgut gehörte. Offenbar wollte der Verfasser gegenüber dem neuen Landesherrn von Österreich, Ottokar II. Přemysl von Böhmen, Besitzansprüche auf Linz anmelden. Es existierte zudem ein fingiertes Testament des letzten Babenbergers Friedrich II. vom 14. Juni 1246, nach welchem Linz als Sicherheit für zu zahlende 3000 Mark Silber an das Bistum gegeben werden sollte. Beide Fälschungen lassen das Passauer Interesse an Linz erkennen. Die Stadt Linz wurde aber von Otokar II. und danach von den Habsburgern unwiderruflich in Besitz genommen.

### Geschichtliches Umfeld zur Langfassung
Nach der Schlacht auf dem Lechfeld von 955 konnte das Bistum Passau seine Wirksamkeit erneut auf das Land unter der Enns ausüben. Bischof Adalberts Nachfolger
Pilgrim wurde 971 von Kaiser Otto I. zum Bischof von Passau ernannt. Er erhielt vom Kaiser Besitzungen in der Mark im Osten und sorgte dort für den Wiederaufbau nach den Magyareneinfällen. Möglicherweise erhielt Pilgrim die Bestätigungen auch als Gegenleistung und Entschädigung für seine Kaisertreue beim Aufstand der Herzöge Heinrich II. von Bayern und Heinrich I. von Kärnten, welche Passau 977 belagert und verwüstet hatten.
Die Langfassung der Confirmatio Ludovici Pii gehört auch in den Dunstkreis der Lorcher Fälschungen. Bischof Pilgrim wollte damit beweisen, dass der erste Passauer Bischof Vivilo angesichts der anrückenden Awaren den Bischofssitz als letzter Bischof von Lorch im Jahr 739 nach Passau verlegt habe, womit Passau die Rechtsnachfolge des größten Bistums im Südosten des deutschen Kulturraums zustünde. Pilgrim beanspruchte allerdings vergeblich die Würde eines Erzbischofs und die kirchenpolitische Gleichstellung mit dem Erzbistum Salzburg.

## Nachwirkungen
Die in der Urkunde genannten Orte waren Keimzellen für die Kolonialisierung des Donauraums. Die drei oberösterreichischen Orte waren die Ausgangspunkte für die Besiedlung des gesamten unteren Mühlviertels:
1. Von Ried aus entwickelte sich die Riedmark mit ihrem späteren Zentrum Freistadt.
2. Aus der Pfarre Naarn entstanden insgesamt 20 Pfarren in den heutigen Bezirken Perg und Freistadt.
3. Im ehemaligen Gebiet von Saxen wurden die Klöster Baumgartenberg und Waldhausen gegründet.

In Niederösterreich finden wir (donauabwärts gereiht) folgende Orte:
1. Auf dem Wolfsbacher Pfarrgebiet[8] erfolgte 1112 die Gründung von Stift Seitenstetten, dem das nahegelegene Aschbach 1116 übergeben wurde.
2. In Ardagger wurde 1049 das Stift Ardagger gegründet.
3. Bei Erlauf stand bereits das römische Kastell Arelape, und der Ort war Ausgangspunkt zur Kolonialisierung des Erlauftals.
4. Nahe Pielach wurde 1089 das Stift Melk gegründet, und von dort aus konnte das Pielachtal besiedelt werden.
5. „Wachau“ entwickelte sich zu keinem Ortsnamen, sondern zur Gebietsbezeichnung für die bekannte Weinbaugegend. Außerdem ist „Wachau“ die einzige geographische Angabe, die sich In Niederösterreich nördlich der Donau befindet.
6. Von Traismauer aus konnte das Traisental inklusive der ehemaligen Römerstadt Aelium Cetium (St. Pölten) kolonialisiert werden.

Das Bistum Passau konnte seine Vorrangstellung im Donauraum lange Zeit behaupten. Vom Bistumsgebiet wurden erst hunderte Jahre später die Diözesen Wien (1469), Linz und St. Pölten (beide 1784) abgelöst.
Im Jahr 2023 wurden anlässlich des 1200-Jahre-Jubiläums einige Bücher herausgegeben, zwei neue Glocken für die Pfarrkirche Aschbach-Markt gegossen und einige Festlichkeiten organisiert.